# Bremer Plätze
Die Bremer Plätze und die Bremer Straßen bilden, wie in den meisten Städten, die Grundstruktur der Erschließung in der Stadtgemeinde Bremen.
Der bedeutendste und älteste Platz ist der Bremer Marktplatz. Der größte Platz ist die Bürgerweide, auf der im Oktober der Bremer Freimarkt stattfindet.
Die Liste der Plätze in Bremen umfasst alle rund 80 öffentliche Plätze in alphabetischer Reihenfolge.

## Geschichte bis zum 13. Jahrhundert

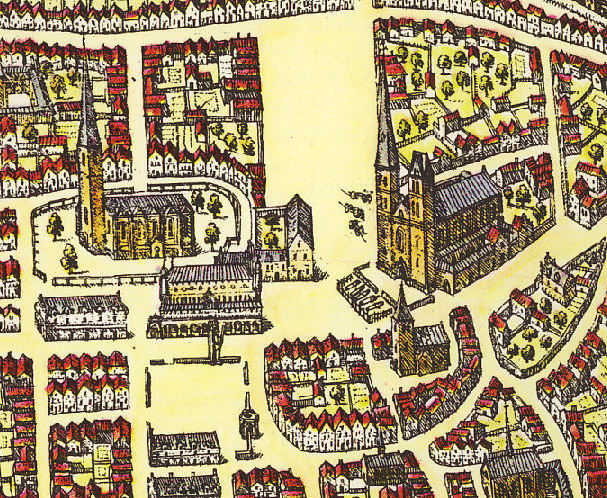
1589: Ausschnitt vom Kupferstich von Frans Hogenberg
Oben/Mitte: Domshof mit Dom
Unten/Links: Marktplatz mit Rathaus
über dem Markt: Liebfrauenkirche
rechts: Domsheide

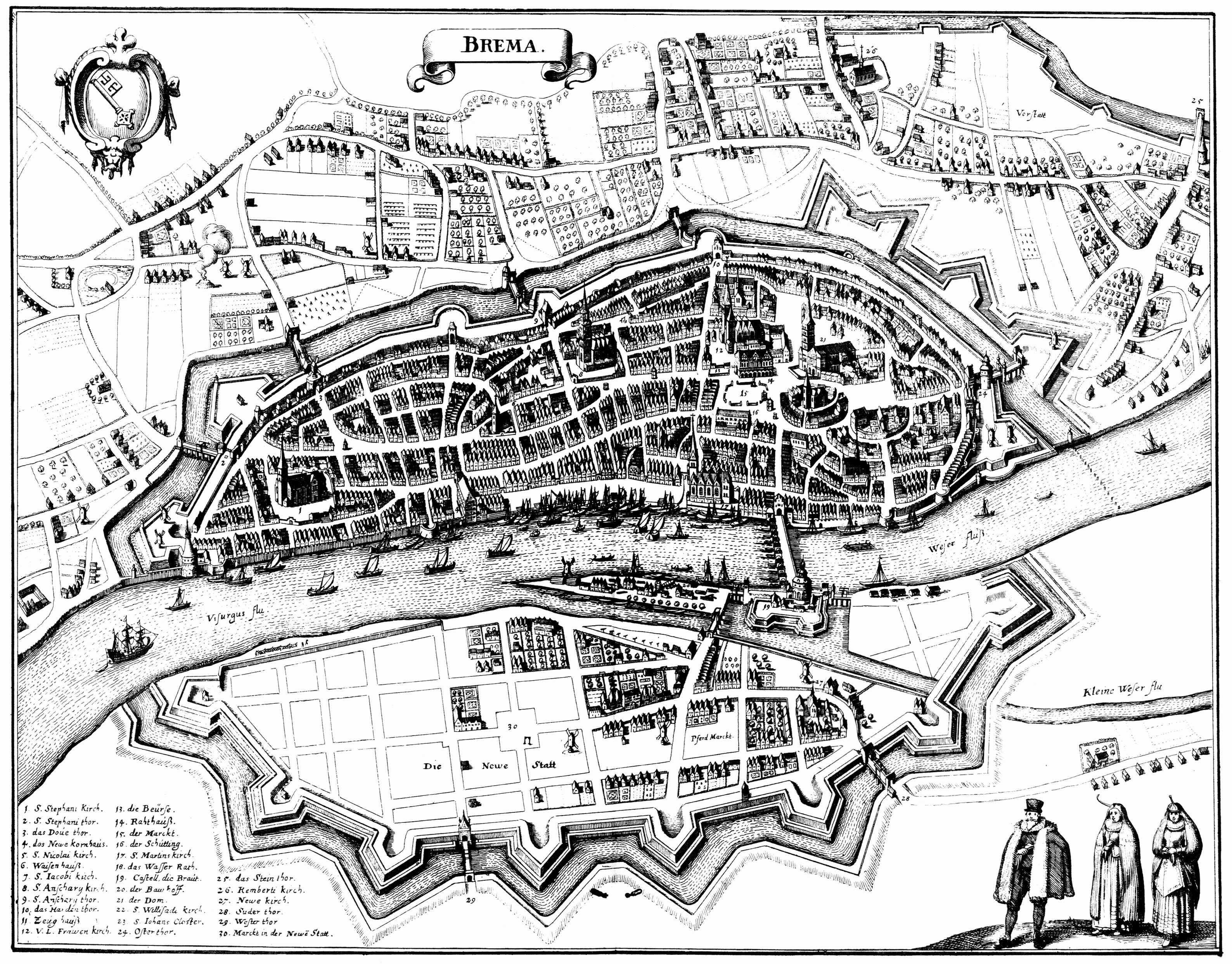
Meriankarte 1641: Unten die Alte Neustadt

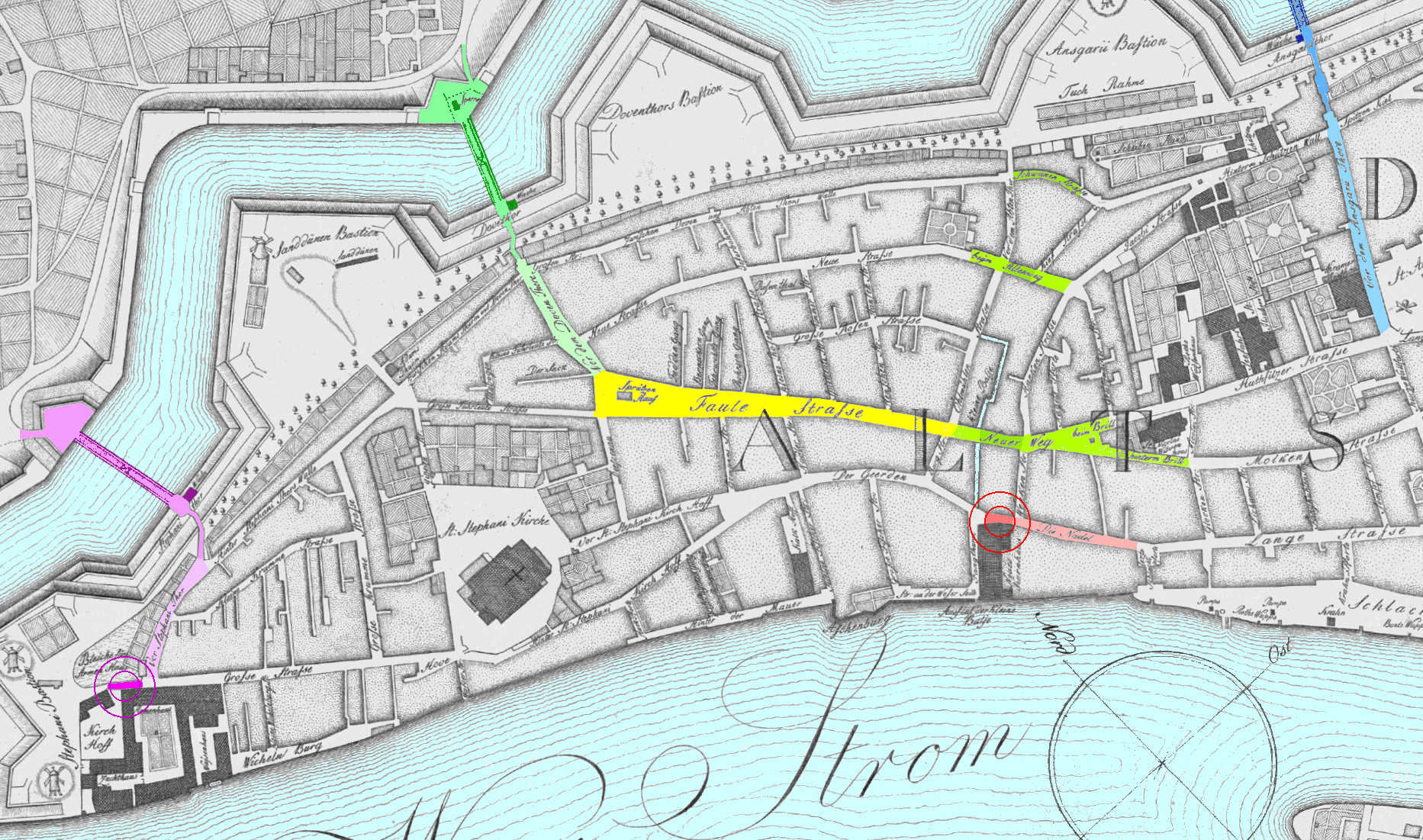
Stephaniviertel im Murtfeldtplan 1796:
Straßennetz noch wie um 1600

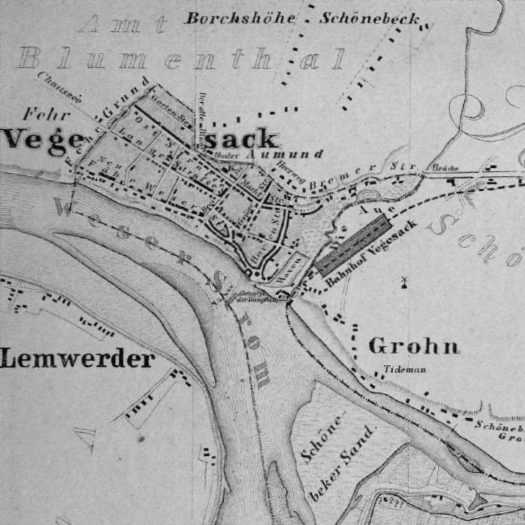
Vegesack 1860

Bremen wurde 780 erstmals erwähnt. Auf dem höchsten Punkt der Düne entstand um 789 eine Holzkirche als erster Bremer Dom. Es folgte seit dem 13. Jahrhundert der Bau des heutigen Doms. Um den Sitz des Erzbischofs im Erzbistum Bremen wuchs der Ort, der 888 das Marktrecht erhielt. Der Markt fand statt am Ufer der Balge und oberhalb, wohl schon auf der oberen Fläche des heutigen Marktplatzes. Von hier und von der Domburg breitete sich Bremen aus. Im frühen Mittelalter entwickelte sich Bremen 1186 zur civitas Bremensis mit Stadtrecht als Freie Reichsstadt. Das Straßennetz mit seinen Plätzen entstand zwischen der Weser und der Bremer Stadtmauer von 1229, die zunächst nur die östliche Altstadt umfasste. Im 13. Jahrhundert weitete sich Bremen in Richtung Westen aus und bestand nun aus vier Kirchspielen.

## Bedeutendste Plätze
Der Bremer Marktplatz ist mit dem Bremer Rathaus, dem Haus der Bremischen Bürgerschaft und dem Haus der Kaufmannschaft, dem Schütting, der bedeutendste (und älteste) Platz in Bremen.
Beim Dom und den Kirchen der vier Kirchspiele entstanden Plätze:
- Der Domshof westlich vom Dom gehörte teilweise zum Dombezirk und vom 10. Jahrhundert bis 1803 hoheitlich zum Bistum Bremen. Als Platz konnte er sich entfalten als 1043 eine Mauer (im Pflaster erkennbar) um den Dombezirk abgerissen wurde. Auf dem Platz mit vielen Banken findet der Markt statt.
- Die Domsheide östlich vom Dom war lange Zeit eine unbedeutende Heidefläche bei der Domburg. Sie entwickelte sich erst ab dem 17. Jahrhundert zum umbauten Platz und ist heute einer der verkehrsreichsten Knotenpunkte der Stadt.
- Der Platz Unser Lieben Frauen Kirchhof an der Marktkirche St. Veits, die ab 1220 Liebfrauenkirche heißt, ist u. a. heute der Blumenmarkt.
- Der Ansgarikirchhof an der St. Ansgarii-Kirche war ein kleiner Vorplatz der Pfarrkirche von 1243, die als Ruine um 1950 entfernt wurde. Das Gewerbehaus von 1621 prägt heute den Platz sowie das Finke-Hochhaus von 1956, der Lloydhof und das  Geschäftshaus Bremer Carrée.
- An der spätgotischen St.-Martini-Kirche an der Weser war früher nur ein kleinerer ummauerter Vorplatz.
- An der St. Stephani von um 1139 der Stephanikirchhof im heutigen Stephaniviertel. Das Stephaniviertel wurde erst ab 1307 mit der stadtmure umme sunte Steffens in die Stadtbefestigung einbezogen. Der Platz hat eine geringe Bedeutung.

Auf der Neustadtsseite erfolgte im 1623 befestigten Bereich eine zögerliche Besiedlung mit einem rechtwinkligen Straßennetz mit dem Markt (platz) in der Newestatt (heute Lucie-Flechtmann-Platz), dem Pferde-Markt (heute Neuer Markt) und dem Grünen Kamp. Die Befestigungsanlage wurde ab 1805 abgetragen. Die Plätze verloren durch die Nähe zur Altstadt an Bedeutung.
Verkehrsknotenpunkte:
- Mit den ersten Bahnhöfen (1847 und 1889 sowie 1913) entstand der Bremer Bahnhofsplatz. 2019 wurden die letzten kriegsbedingten Baulücken wieder geschlossen. Er ist mit dem Bremer Hauptbahnhof, dem Umsteigebahnhof der Straßenbahn Bremen und dem Busbahnhof der wichtigste Verkehrsknoten für den öffentlichen Personenverkehr.
- Bedingt durch den neuen Bahnhof entstand bis 1875 die neue Kaiserstraße, die zur neuen Kaiserbrücke über die Weser führte.[1][2] Im Rahmen dieses, die Altstadt trennenden Straßendurchbruchs, mussten mehrere Straßen weichen und 1902 wurde aus verkehrstechnischen Gründen der Patz Am Brill als Knotenpunkt von Kaiserstraße (heute Bürgermeister-Smidt-Straße), Hutfilterstraße und Am Neuen Weg/Faulenstraße ausgebaut.
- Als dritter Verkehrsknoten im ÖPNV gilt die oben schon genannte Domsheide. Alle Straßenbahnlinien durchfahren einen oder zwei der drei Plätze.

In Vegesack, als zentrales Mittelzentrum in Bremen-Nord, bestehen die Fußgängerzonen und Einkaufsstraßen
- vom zentralen Sedanplatz von 1895 mit dem Gustav-Heinemann-Bürgerhaus,  der Vegesacker Markthalle und dem Sozialverwaltungszentrum Nord
- bis zum Vegesacker Bahnhofsplatz mit dem Bahnhof Vegesack an den Bahnstrecken Bremen-Farge–Bremen-Vegesack und Bremen-Burg–Bremen-Vegesack von 1862; heute von der Regio-S-Bahn-Linie RS1 Farge–Bremen–Verden bedient.

Vor dem Kopf der Alten Hafenstraße befindet sich eine kleine Platzfläche mit Gaststätten und Blick über die Weser und Fähranlieger, der Utkiek.
Hemelingen war bis 1939 eine selbstständige Stadt und wurde dann in die Stadt Bremen eingegliedert. Das frühere Rathaus von 1906 und der Rathausplatz Hemelingen von 1902 zeugen davon.
In der Vahr, einem jungen Stadtteil, ist der Platz Berliner Freiheit von um 1960 mit dem Bürgerzentrum Vahr von 1977, dem Einkaufszentrum von 2003 und dem Aalto-Hochhaus von 1961 der wichtigste Platz.
In Walle wurde der Wartburgplatz 1874 angelegt. Er verlor nach 1945 an Bedeutung, wurde aber gründlich saniert.

Bedeutende Plätze in Bremen
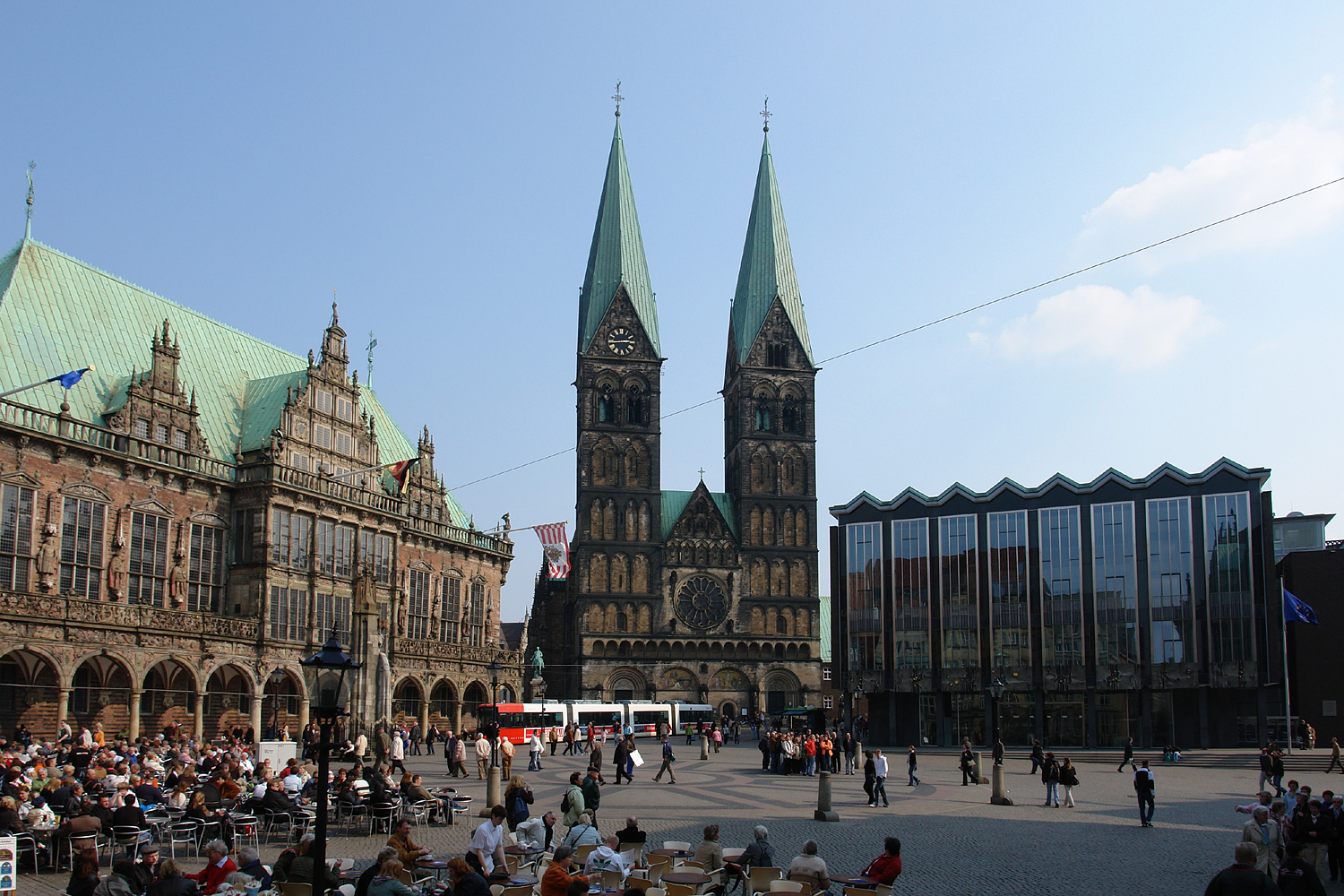
Bremer Marktplatz mit Dom, Rathaus und Bürgerschaft
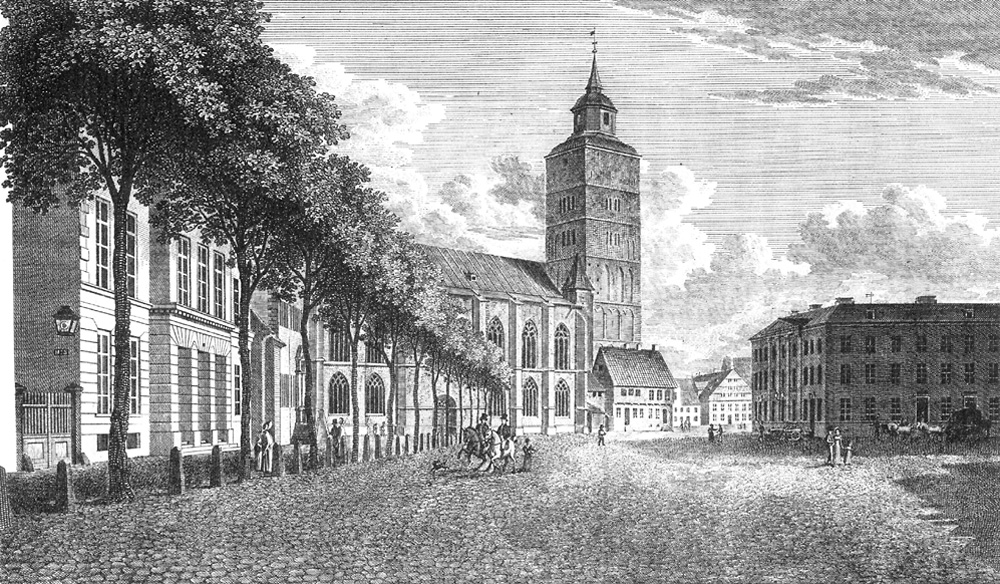
Domshof von 1821 mit Dom und Stadthaus
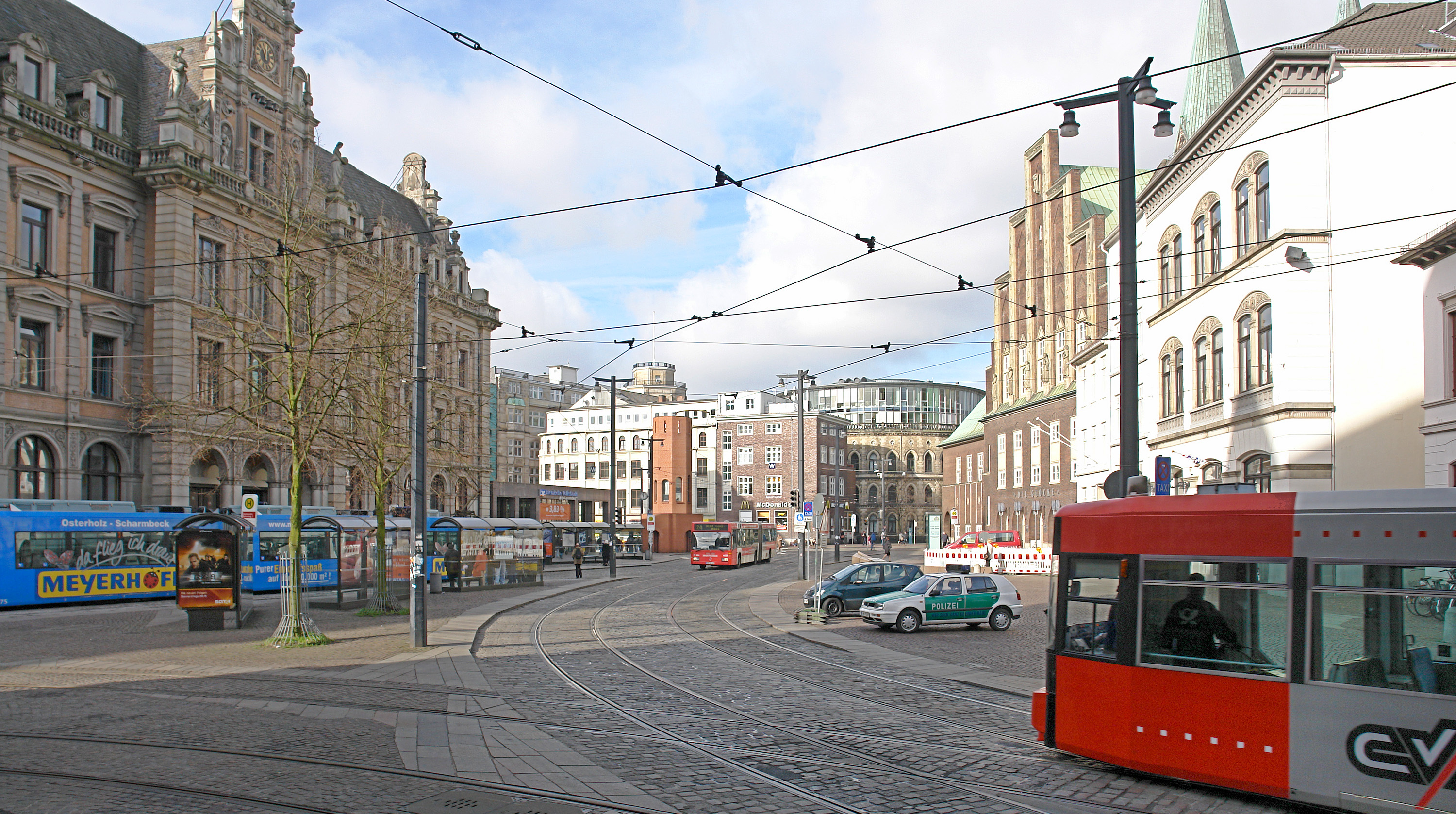
Domsheide mit Postamt und Glocke
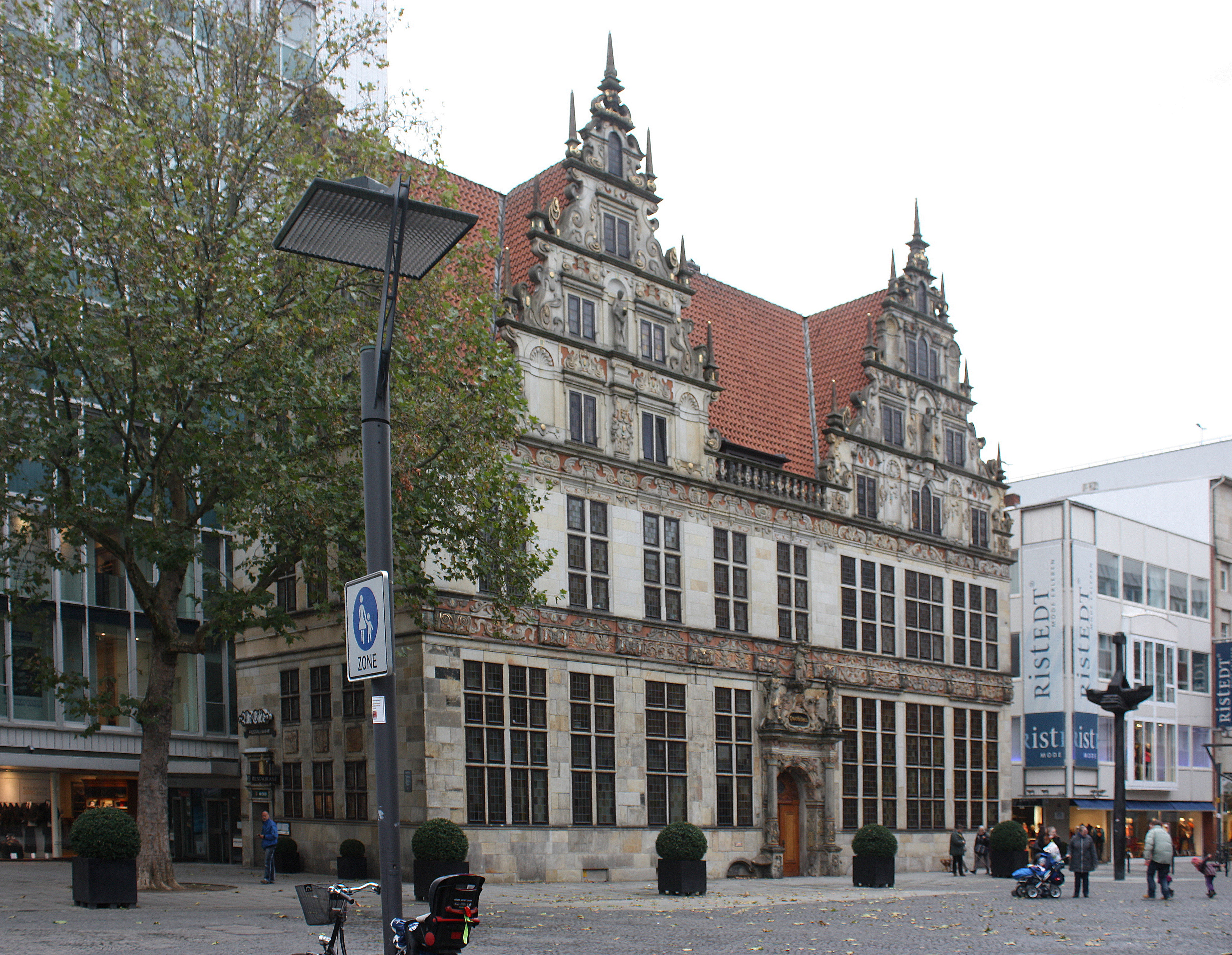
Ansgarikirchhof mit Gewerbehaus
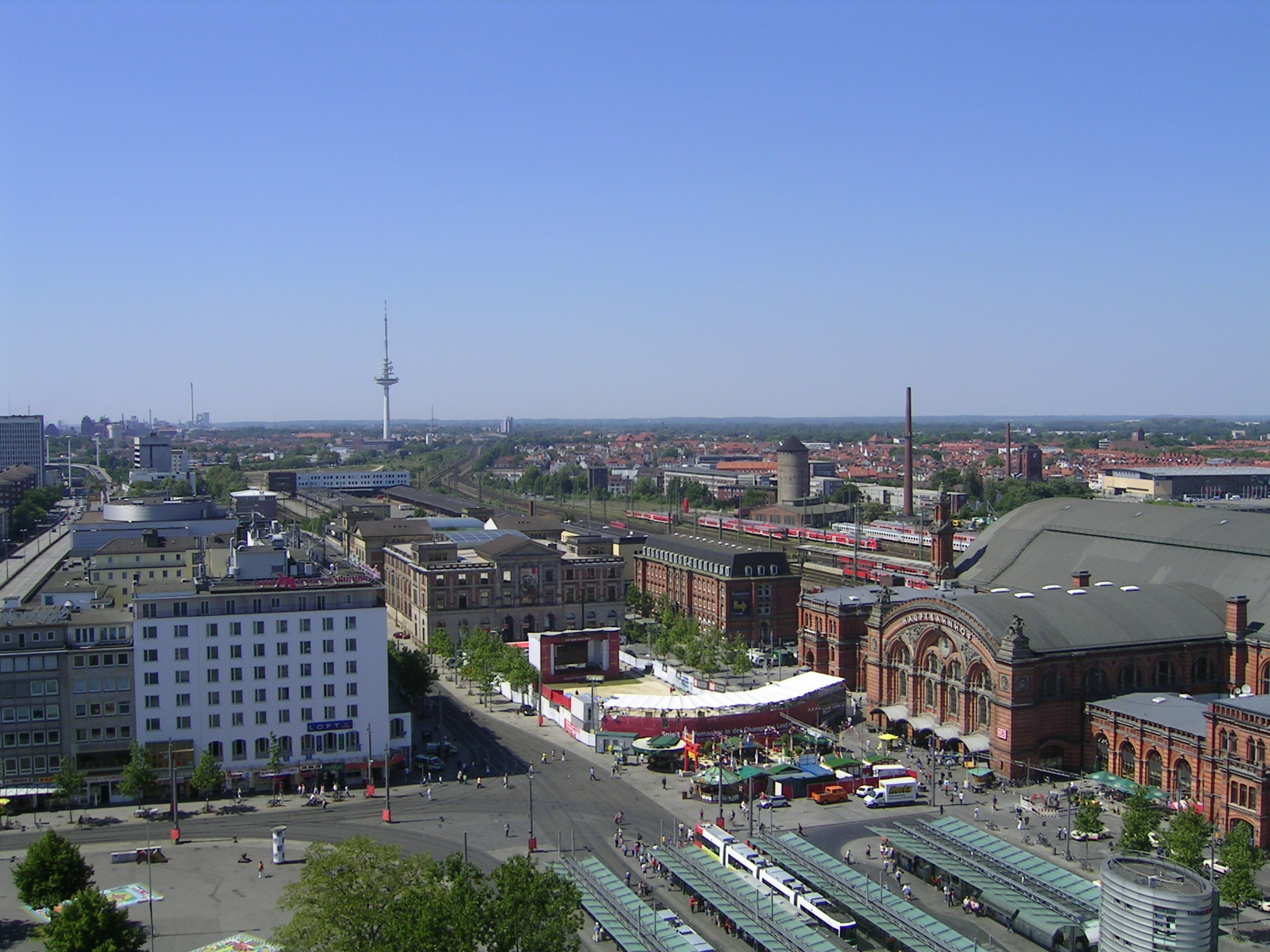
Bahnhofsplatz mit Hauptbahnhof von 1889
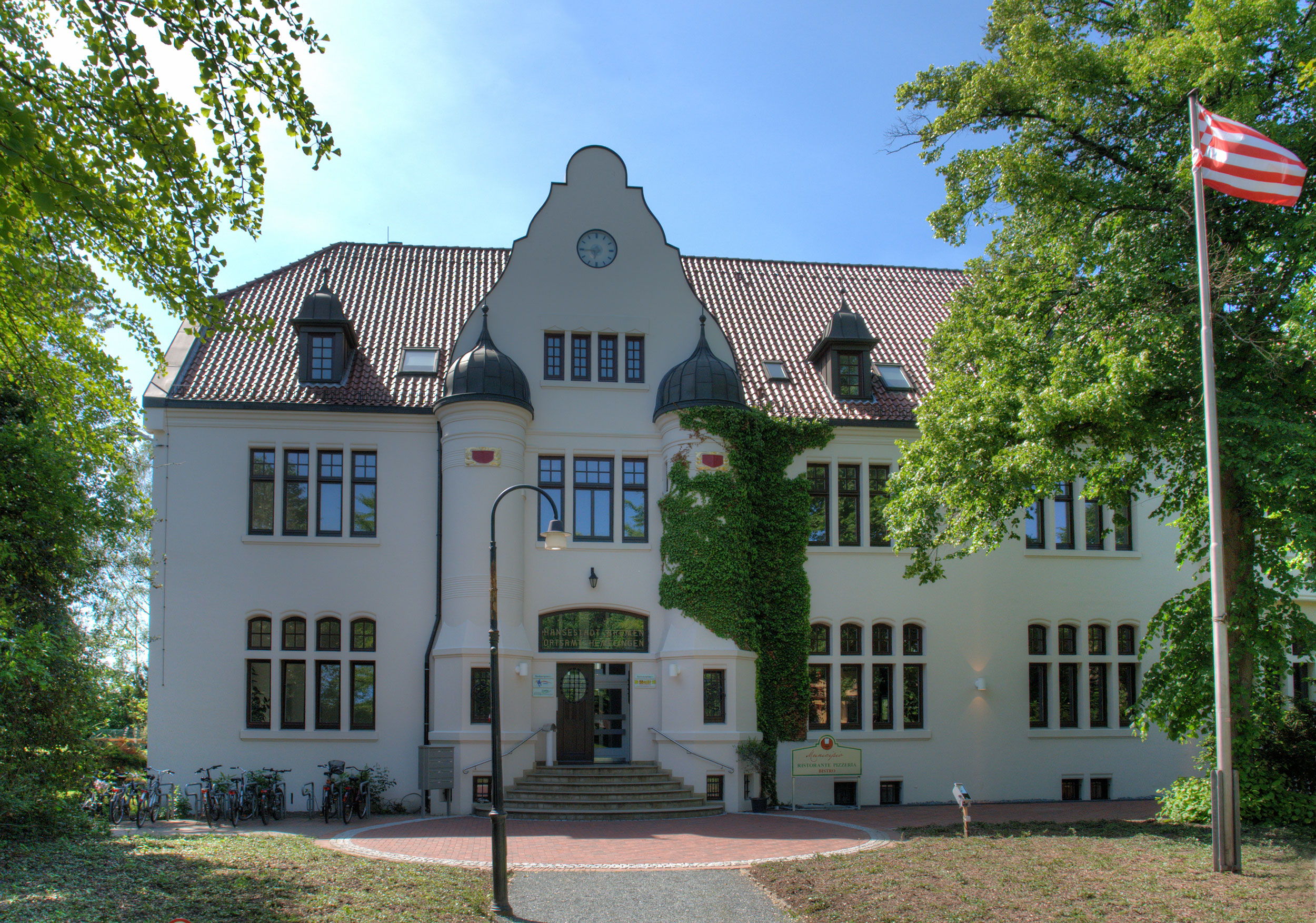
Rathausplatz Hemelingen mit Rathaus von 2006 und 1926
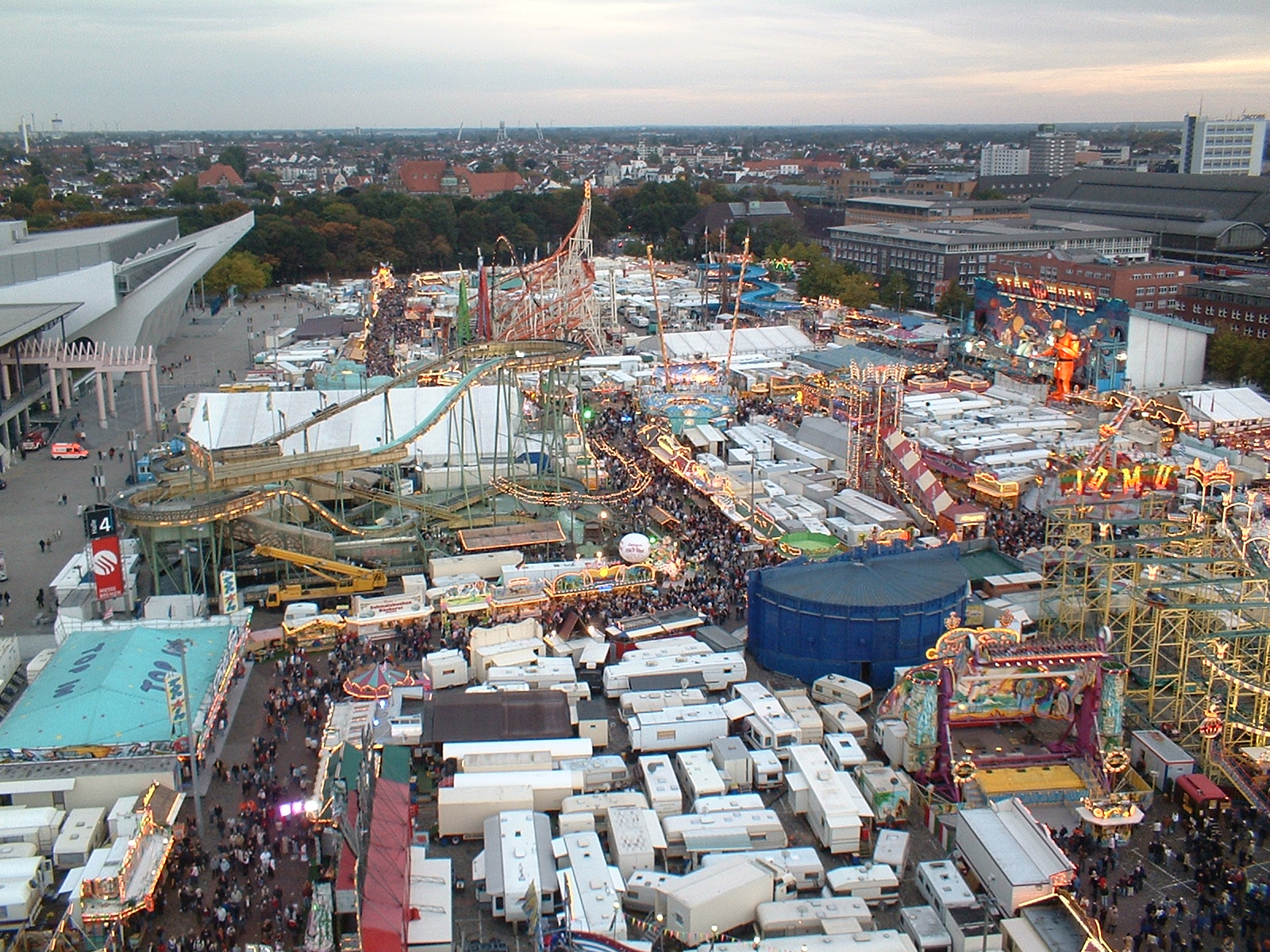
Bürgerweide mit Freimarkt

## Liste der Plätze in Bremen
Zu der Bedeutung der Namen siehe bei den verlinkten Artikeln der bekannten Plätze oder beim Link zum Namen. 18 Namen mit der Bezeichnung Platz sind aber nur Straßen oder Wege, sodass es rund 80 Plätze gibt.
| Platz                                                          | Stadtteil         | Ortsteil              | Funktion Fläche (m²)                                   |
| -------------------------------------------------------------- | ----------------- | --------------------- | ------------------------------------------------------ |
| Adelenplatz (von Adelenstiftung)                               | Obervieland       | Habenhausen           | Weg                                                    |
| Alfred-Ries-Platz                                              | Östliche Vorstadt | Peterswerder          | Weg beim Weserstadion                                  |
| Am Alten Sportplatz                                            | Gröpelingen       | Oslebshausen          | Straße                                                 |
| Am Brill                                                       | Mitte             | Altstadt              | Verkehrsplatz                                          |
| Am Burgplatz                                                   | Burglesum         | Burg-Grambke          | Straße                                                 |
| Am Hohentorsplatz                                              | Neustadt          | Hohentor              | Straße am Park                                         |
| Am Rastplatz                                                   | Burglesum         | Lesum                 | Straße                                                 |
| Am Schützenplatz                                               | Blumenthal        | Farge                 | Straße                                                 |
| Am Spielplatz                                                  | Vegesack          | Schönebeck            | Weg im Grünen                                          |
| Am Sportplatz                                                  | Hemelingen        | Hemelingen            | Straße                                                 |
| Am Sportplatz (Woltmershausen)                                 | Woltmershausen    | Woltmershausen        | Weg                                                    |
| Am Wendeplatz                                                  | Hemelingen        | Mahndorf              | Straße                                                 |
| Ansgarikirchhof                                                | Mitte             | Altstadt              | Aufenthaltsplatz                                       |
| Barnstorfer Platz                                              | Walle             | Steffensweg           | Weg zum Grün                                           |
| Benqueplatz                                                    | Schwachhausen     | Bürgerpark            | Dreiecksplatz zum Aufenthalt                           |
| Berliner Freiheit                                              | Vahr              | Vahr-Südost           | Wochenmarkt                                            |
| Bert-Trautmann-Platz                                           | Gröpelingen       | Gröpelingen           | Platz von 2014 im Grünen                               |
| Gröpelinger Bibliotheksplatz                                   | Gröpelingen       | Lindenhofstraße       | Aufenthaltsplatz von 1999                              |
| Bi'n Tegelplatz                                                | Hemelingen        | Arbergen              | Straße                                                 |
| Botschafter-Duckwitz-Platz                                     | Vegesack          | Vegesack              | Aufenthaltsplatz                                       |
| Bremer Bahnhofsplatz                                           | Mitte             | Bahnhofsvorstadt      | Vor- und Verkehrsplatz, um 4300 m²                     |
| Bremer Marktplatz                                              | Mitte             | Altstadt              | Aufenthalt und Markt, um 3000 m²                       |
| Brommy-Platz                                                   | Östliche Vorstadt | Peterswerder          | Grünanlage                                             |
| Bürgermeister-Ehlers-Platz                                     | Gröpelingen       | Lindenhof             | Wochenmarkt                                            |
| Bürgerweide (Bremen)                                           | Findorff          | Findorff-Bürgerweide  | Veranstaltungs- (Freimarkt) und Parkplatz, 1000.000 m² |
| Cato-Brontjes-van-Beek-Platz                                   | Obervieland       | Kattenturm            | Grünanlage                                             |
| Dieter-Klink-Platz                                             | Mitte             | Altstadt              | kleiner Aufenthaltsplatz                               |
| Dillichplatz                                                   | Blumenthal        | Blumenthal            |                                                        |
| Domsheide                                                      | Mitte             | Altstadt              | Vor- und Verkehrsplatz                                 |
| Domshof                                                        | Mitte             | Altstadt              | Marktplatz, Kundgebungen. um 13.000 m ²                |
| Erlingplatz                                                    | Gröpelingen       | Steffenswg            | Weg und Grünanlage                                     |
| Franz-Löbert-Platz                                             | Huchting          | Kirchhuchting         | Vorplatz zum Ortsamt                                   |
| Goetheplatz                                                    | Mitte             | Ostertor              | Theatervorplatz                                        |
| Goldbergplatz                                                  | Burglesum         | Burgdamm              | Aufenthalt, Wochenmarkt                                |
| Grasmarkt                                                      | Mitte             | Altstadt              | Verkehrsplatz                                          |
| Greifswalder Platz                                             | Gröpelingen       | Ohlenhof              | Spielplatz                                             |
| Gröpelinger Bibliotheksplatz                                   | Gröpelingen       | Lindenhof             | Aufenthaltsplatz                                       |
| Grünenkamp                                                     | Neustadt          | Alte Neustadt         | Bebaut                                                 |
| Gustav-Pauli-Platz                                             | Schwachhausen     | Schwachhausen         | Grünanlage, Spielplatz                                 |
| Hanseatenhof                                                   | Mitte             | Altstadt              | Aufenthaltsplatz, um 2200 m²                           |
| Heideplatz                                                     | Neustadt          | Neuenland             | Verkehrsplatz und Grünanlage                           |
| Helsingborger Platz                                            | Burglesum         | Burgdamm              | Verkehrsplatz                                          |
| Heinz-Hinners-Platz                                            | Osterholz         | Ellener Feld          | kleiner Aufenthaltsplatz                               |
| Hillmannplatz                                                  | Mitte             | Bahnhofsvorstadt      | Aufenthaltsplatz                                       |
| Hinter dem Rennplatz                                           | Hemelingen        | Sebaldsbrück          | Straße                                                 |
| Hohentorsplatz                                                 | Neustadt          | Alte Neustadt         | Aufenthaltsplatz                                       |
| Huchtinger Dorfplatz                                           | Huchting          | Kirchhuchting         | Aufenthaltsplatz                                       |
| Hugo-Schauinsland-Platz                                        | Mitte             | Bahnhofsvorstadt      | Aufenthaltsplatz                                       |
| Jacobsplatz                                                    | Schwachhausen     | Radio Bremen          | Straße am Grün                                         |
| Jenny-Ries-Platz                                               | Blumenthal        | Blumenthal            | Verkehrsplatz                                          |
| Job-Günter-Klink-Platz                                         | Vahr              | Gartenstadt Vahr      | Grünanlage                                             |
| Johann-Reiners-Platz                                           | Walle             | Überseestadt          |                                                        |
| Joseph-Haydn-Platz                                             | Schwachhausen     | Schwachhausen         | Weg und Innenhofgrün                                   |
| Kaiser-Friedrich-Platz                                         | Schwachhausen     | Barkhof               | Aufenthaltsplatz                                       |
| Kurt-Hübner-Platz                                              | Mitte             | Altstadt              | Kleiner Platz von 2008 (Kalkstraße)                    |
| Langeooger Platz                                               | Walle             | Walle                 | Grünanlage                                             |
| Leibnizplatz                                                   | Neustadt          | Alte Neustadt         | Verkehrsplatz                                          |
| Lesumer Markt (kein Straßenname)                               | Burglesum         | Lesum                 | Wochenmarkt, Aufenthalt                                |
| Leutweinplatz                                                  | Walle             | Walle                 | Aufenthaltsplatz                                       |
| Liegnitzplatz                                                  | Gröpelingen       | Lindenhof             | Spielplatz                                             |
| Loriotplatz                                                    | Mitte             | Bahnhofsvorstadt      | Aufenthaltsplatz                                       |
| Lucie-Flechtmann-Platz                                         | Neustadt          | Alte Neustadt         | Aufenthaltsplatz 10.000 m²                             |
| Ludwig-Franzius-Platz                                          | Walle             | Überseestadt          | Vorplatz am Hafenbecken                                |
| Luise-Koch-Platz                                               | Östliche Vorstadt | Peterswerder          |                                                        |
| Manfred-Fuchs-Platz                                            | Horn-Lehe         | Lehe                  | Vorplatz OHB (2018)                                    |
| Marktplatz Osterholz                                           | Osterholz         | Ellenebrok-Schevemoor | Wochenmarkt Walliser Straße                            |
| Martiniplatz                                                   | Mitte             | Altstadt              | Vorplatz St. Martini                                   |
| Marwa-El-Sherbini-Platz                                        | Östliche Vorstadt | Steintor              | Dreiecksplatz                                          |
| Neuer Markt                                                    | Neustadt          | Alte Neustadt         | Wochenmarkt                                            |
| Peter-Zadek-Platz                                              | Neustadt          | Buntentor             | Vorplatz (2010) Städtische Galerie                     |
| Platz der Deutschen Einheit                                    | Mitte             | Bahnhofsvorstadt      | Platzfläche im Platz                                   |
| Platz zur Linde                                                | -                 | Borgfeld              | Wochenmarkt                                            |
| Präsident-Kennedy-Platz                                        | Mitte             | Ostertor              | grüner Vorplatz                                        |
| Pusdorfer Marktplatz                                           | Woltmershausen    | Woltmershausen        | Wochenmarkt, Volksmund: Pusdorf = Woltmershausen       |
| Rathausplatz                                                   | Hemelingen        | Hemelingen            | Vorplatz                                               |
| Regine-Hildebrandt-Platz                                       | Gröpelingen       | Oslebshausen          | Vor- und Parkplatz bei der Heimstätte                  |
| Richard-Strauß-Platz                                           | Schwachhausen     | Schwachhausen         | grüner U-förmiger Spielplatz                           |
| Ritter-Raschen-Platz                                           | Walle             | Walle                 | Vorplatz                                               |
| Rosenplatz                                                     | Mitte             | Bahnhofsvorstadt      | Platz der Wallanlagen                                  |
| Rudolf-Hilferding-Platz                                        | Mitte             | Bahnhofsvorstadt      | Vorplatz                                               |
| Schillerplatz                                                  | Blumenthal        | Blumenthal            | grüner Dreiecksplatz                                   |
| Sedanplatz                                                     | Vegesack          | Vegesack              | Marktplatz mit Markthalle                              |
| Sengstackeplatz nach Polarforscher Kapitän Heinrich Sengstacke | Walle             | Utbremen              | grüner Spielplatz                                      |
| Am Stern                                                       | Schwachhausen     | Barkhof               | Verkehrsplatz                                          |
| Tannhäuserplatz                                                | Östliche Vorstadt | Peterswerder          | Spielplatz                                             |
| Togoplatz                                                      | Gröpelingen       | Oslebshausen          | Hofplatz                                               |
| Treuburger Platz                                               | Blumenthal        | Lüssum-Bockhorn       | Spielplatz                                             |
| Ulrichsplatz                                                   | Mitte             | Ostertor              | Aufenthaltsplatz                                       |
| Unser Lieben Frauen Kirchhof                                   | Mitte             | Altstadt              | Marktplatz                                             |
| Vegesacker Bahnhofsplatz                                       | Vegesack          | Vegesack              | Vorplatz                                               |
| Waller Dorfplatz (nicht offiziell), bei der Stiftstraße        | Walle             | Walle                 | Aufenthaltsplatz                                       |
| Wartburgplatz                                                  | Walle             | Westend               | Aufenthaltsplatz                                       |
| Warturmer Platz                                                | Woltmershausen    | Woltmershausen        | Vorplatz                                               |
| Wasenplatz                                                     | Burglesum         | St. Magnus            | Hofplatz                                               |
| Wildermuthplatz                                                | Schwachhausen     | Radio Bremen          | Hofplatz                                               |
| Wilhelm-Dehlwes-Platz nach dem örtl. Chronisten                | -                 | Borgfeld              | kleiner Vorplatz der Sporthalle                        |
| Willy-Brandt-Platz                                             | Findorff          | Findorff-Bürgerweide  | Vorplatz                                               |
| Wurtmannplatz                                                  | Hemelingen        | Hastedt               | Aufenthaltsplatz am Alten Postweg                      |
| Ziegenmarkt                                                    | Östliche Vorstadt | Steintor              | Aufenthaltsplatz                                       |